# Головащук, Сергей Иванович
Головащук Сергей Иванович (30 сентября 1922, с. Соболевка, Овручский уезд, Волынская губерния [теперь Коростенский район Житомирской области] — 24 июня 2013, Киев) — советский и украинский языковед, составитель словарей, кандидат филологических наук с 1971.

## Биография
Окончил в 1952 году Киевский университет.
Работал в 1950—1958 в издательстве АН Украины, с 1958 — в Институте языкознания им. А. А. Потебни АН Украины (с 1973 — старший научный сотрудник), в 1991—1998 — старший научный сотрудник в Институте украинского языка НАН Украины.

## Научная деятельность
Автор трудов по украинской лексикографии, орфографии, культуры речи:
- монография «Переводные словари и принципы их составления» (1976),
- «Словарь-справочник по правописанию» (1979),
- «Словарь-справочник по правописанию и словоупотреблению» (1989),
- «Сложные случаи ударения. Словарь-справочник» (1995),
- «Словарь-справочник по украинскому литературному словоупотреблению» (2000),
- «Русско-украинский словарь устойчивых словосочетаний» (2001),
- ряда статей в научных сборниках и периодике.

Один из составителей и редакторов «Русско-украинского словаря» (т. 1-С, 1968; Гос. премия УССР в области науки и техники, 1973), «Словарь украинского языка» (т. 1-11, 1970-80; Гос. премия СССР, 1983), «Орфографического словаря украинского языка» (1975, 1999), «Словарь синонимов украинского языка» (Т. 1-2, 1999—2000).